# Айови, Хосе Мануэль
Хосе Мануэль Айови Плата (исп. José Manuel Ayoví Plata ; родился 6 декабря 1991 года в Атакамес, Эквадор) — эквадорский футболист, нападающий клуба «Комуникасьонес».

## Клубная карьера

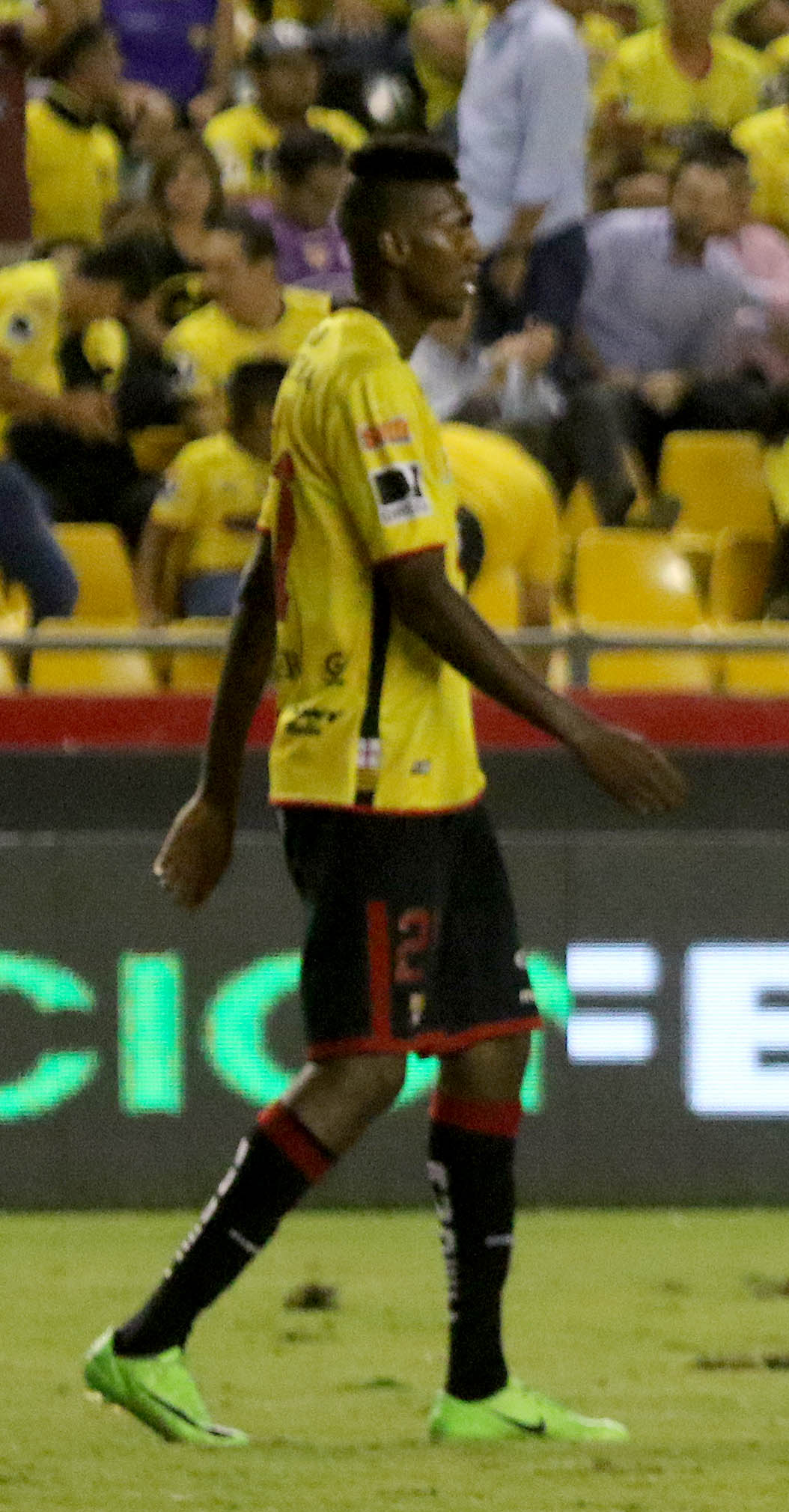
Айови в составе гуаякильской «Барселоны»

Айови начал карьеру в клубе «Индепендьенте дель Валье». 28 февраля 2010 года в матче против «Депортиво Куэнка» он дебютировал в эквадорской Примере. 24 июля в поединке против «Депортиво Кито» Хосе забил свой первый гол за «Индепендьенте дель Валье». В начале 2012 года Айови перешёл в «Барселону» из Гуаякиль. 12 февраля в матче против «Текнико Университарио» он дебютировал за новую команду. 20 мая в поединке против «Макара» Хосе забил свой первый гол за «Барселону». В том же году он помог клубу выиграть чемпионат.
Летом 2014 года перешёл в мексиканский «Дорадос де Синалоа». 20 июля в матче против «Атланте» дебютировал в Лиге Ассенсо. Через полгода Айови на правах аренды присоединился к «Тихуане». 28 февраля в матче против «Пачуки» дебютировал в мексиканской Примере.
Летом 2015 года был отдан в «Кафеталерос де Тапачула». 25 июля в матче против «Коррекаминос» дебютировал за новую команду. 21 апреля 2016 года в поединке против «Минерос де Сакатекас» забил свой первый гол за «Кафеталерос де Тапачула». Летом того же года перешёл на правах аренды в «Чьяпас». 17 июля в матче против столичной «Америки» дебютировал за новый клуб. В начале 2017 года вернулся в «Барселону» на правах аренды. 3 мая в матче Кубка Либертадорес против бразильского «Ботафого» забил гол.

## Достижения
Командные
 «Барселона» (Гуаякиль)
- Чемпионат Эквадора по футболу — 2012
- Кубок Нельсона Муньоса — 2012, 2013
- Кубок Yasuní ITT — 2012